# Robert Anton Pöpl
Robert Anton Pöpl, OFM (20. února 1812 Želina – 14. prosince 1866 Kadaň) byl františkánský kněz a altruista.

## Život a dílo
R. A. Pöpl se narodil v Želině u Kadaně. Jeho otec, rovněž Anton Pöpl, zde působil jako venkovský učitel a matka Josefa, pocházející z Vojnína u Radonic, se starala o jejich skromné stavení. Anton byl již od malička velmi bystrý, a právě pro jeho bystrost si jej oblíbil želinský farář Michael Pollak, jenž zároveň působil jako zpovědník v kadaňském alžbětinském klášteře. Pollak Antona začal vyučovat latinský a německý jazyk.

### Středoškolská studia a vstup do františkánského řádu
Tehdy jedenáctiletý Anton se roku 1823 stal studentem kadaňského gymnázia. Při prvních letních prázdninách si Pöpl těžce poranil rameno při pádu skrz otevřené dveře v podlaze. Avšak Anton i přes velké bolesti kvůli naléhání svého strýce o pádu neřekl ani vlastním rodičům. Na konci prázdnin se studenti dozvěděli, že se kadaňské gymnázium zavírá, a proto většina z nich počala dojíždět za studiem do nedalekého Chomutova. Po ukončení studia požádal o vstup do františkánského řádu. V letech 1828 až 1829 absolvoval v Praze v kostele Panny Marie Sněžné na Novém Městě noviciát a 30. října 1829 slavnostně přijal řeholní hábit sv. Františka a jméno Robert.

### Vysokoškolská studia
Poté se již jako františkánský klerik vydal na studia filosofie do Plzně. Ve stejné době se začala projevovat prodělaná zranění z otcova domu v Želině. Pravé rameno měl značně zdeformované a trpěl silnými bolestmi, kterých si později všimli i představení. Ti mu ze soucitu nabídli opuštění řádu, což Robert odmítl, když se jej zastal i český provinční ministr františkánů Jan Nepomuk Fritschek. Během plzeňských studií Robert o prázdninách střídavě pobýval v Želině a ve františkánském klášteře Čtrnácti sv. Pomocníků v Kadani.
Po dokončení studia se přesunul zpět do Prahy, kde studoval teologii. Roku 1832 byl Anton imatrikulován na tehdejší Karlo-Ferdinandově císařské univerzitě v Praze. Zde založil a rovněž redigoval studentský časopis, v němž se vyskytovaly vědecké stati, zprávy a různé literární příspěvky. S přáteli františkány založil vokální kvarteto. Jedním z členů byl Hugo Seifert, jenž se později stal kvardiánem františkánského kláštera v Kadani a definitorem české františkánské provincie.

### Návrat do rodné krajiny
Po několika letech značných bolestí se v Praze dostal do péče odborných lékařů. Jejich ortel zněl tak, že se Robert nejspíše nedožije třicátého roku života. Dne 4. února 1834 složil Pöpl věčné řeholní sliby a 2. srpna roku 1835 byl vysvěcen na kněze. Odebral se do Kadaně k františkánské komunitě, kde vzbudil pozornost u kadaňského obyvatelstva díky svým logickým kázáním a přesvědčivým argumentům. Robert byl pověřován povinnostmi v okolních farnostech kvůli nedostatku kaplanů. V roce 1835 působil v kostele Panny Marie v Radonicích, roku 1838 v děkanském kostele sv. Havla v Úhošťanech. V letech 1834 až 1843 vykonával duchovní správu v klášteře sv. Rodiny na Špitálském předměstí v Kadani Anton Schmidbach, děkan z Přísečnice. Po jeho smrti hledaly Alžbětinky náhradu a požádaly litoměřického biskupa Augustina Bartoloměje Hilla a františkánského provinčního ministra Gaudentia Tillingera, aby se jejich spirituálem stal právě R. A. Pöpl. Stalo se tak 1. listopadu roku 1843.

### Založení sirotčince
Pöpl se zároveň staral o sirotky a opuštěné děti společně s Kadaňským katolickým spolkem, a tak přišel nápad na založení sirotčince. V roce 1851 se Robert setkal s prof. Josefem W. Löschnerem, kadaňským rodákem, jenž byl ředitelem dětského špitálu sv. Lazara. Své záměry oznámil rovněž biskupu Hillovi, poté o potřebnosti sirotčince přesvědčil představenou kadaňských Alžbětinek a vydal se do Litoměřic. Se zřízením ústavu souhlasil i biskup a měla být rozšířena i klášterní zahrada, aby si děti mohly hrát. Celá záležitost tak postoupila až k městské radě a c.k. okresnímu hejtmanovi Josefu Poulovi, kde byla schválena.
Ústavu prospěla jednak městská sbírka, při které se vybralo bezmála pět tisíc zlatých, jednak také darované cihly z městské cihelny. Náklonnost vznikajícímu sirotčinci projevil i František Josef I., přičemž daroval 3300 zlatých. Péči bohulibému dílu věnovali i kadaňský kaplan Franz Böhm, spisovatel Ferdinand Stamm a profesor Josef Wilhelm Löschner. Dne 1. května 1852 byl položen základní kámen a záhy byla nová budova sirotčince sv. Josefa posvěcena 20. září 1853. Svěcení provedl biskup Hille, jenž ostře kritizoval materialistický komunismus.
Sirotčinec se záhy zaplnil a otec Robert se s ostatními kadaňskými kněžími staral o vzdělávání dětí, mj. děti vodil do přírody, kde mohly objevovat a kde si mohly hrát. Roku 1862 byl Robert nucen rezignovat na řízení ústavu, zdravotní potíže mu nadále nedovolily větší fyzickou zátěž. Přesídlil do kláštera Čtrnácti sv. Pomocníků.

### Poslední dny před smrtí
Dne 28. září 1866, na svátek sv. Václava, uskutečnil své poslední kázání v kostele sv. Václava v Čachovicích u Kadaně. Před smrtí si ještě splnil poslední přání a navštívil nově postavený kostel sv. Václava v krušnohorském Výsluní.
Robert Anton Pöpl zemřel 14. prosince 1866.